# Lisleherad Station
Lisleherad Station (Lisleherad stasjon) er en tidligere jernbanestation på Tinnosbanen, der ligger i bygden Lisleherad i Notodden kommune i Norge. Stationen blev åbnet sammen med banen 9. august 1909 under navnet Lilleherred. 1. januar 1922 skiftede den navn til Litleherad og 15. oktober samme år til Lisleherad. Den blev nedgraderet til holdeplads 1. januar 1961 og til trinbræt 1. november 1970. Persontrafikken på banen blev indstillet 1. januar 1991 og godstrafikken 5. juli samme år. Banen eksisterer dog stadig, og Liseherad fremgår stadig af Bane Nors stationsoversigt.
Oprindeligt fungerede ledvogterboligen som ekspeditionsbygning, men omkring 1930 opførtes den stadig eksisterende stationsbygning af Veggli-typen. Stationsbygningen blev solgt fra som bolig, efter at trafikken på banen blev indstillet.